# Tarucus zingis
Tarucus zingis är en fjärilsart som beskrevs av Hans Fruhstorfer 1922. Tarucus zingis ingår i släktet Tarucus och familjen juvelvingar. Inga underarter finns listade i Catalogue of Life.